# TXNニュース
『TXNニュース』（ティーエックスエヌニュース、英称:TXN NEWS）は、キー局のテレビ東京（旧・東京12チャンネル）をはじめTXN（旧・メガTONネットワーク）加盟各局で放送している日本のニュース番組であり、またその総称である。
1982年（昭和57年）3月1日のメガTONネットワーク結成から1989年3月31日までは『メガTONニュース』（ - トン - ）として放送されていた。同1989年（平成元年）4月1日に後身である現在のTXNに改称されたため、番組名も変更された。

## 概要
東京12チャンネル（現・テレビ東京）の開局当初は朝日新聞社と報道提携を結んでいたため、東京都千代田区有楽町の旧・朝日新聞東京本社（現・有楽町マリオン）に専用ニューススタジオを設け、そこから『朝日新聞ニュース』（『ワイドニュース → きょうのニュース』など）と題して放送された。
1969年12月1日からは自社制作による『東京12チャンネルニュース』として再スタートし、同時に経営再建のため資本・報道協定提携を結んだ日本経済新聞社と2社のローテーション体制で放送され、タイトルに『協力：日本経済新聞社』、『協力：朝日新聞社』のクレジットがそれぞれ入るようになる。
1972年4月1日に朝日新聞社が撤退し、東京12チャンネルから放送されるニュースは日経一本となる。なお、1970年から1973年までは、名古屋・中京テレビでも『中京テレビニュース』のタイトルで放送されていた。1982年3月1日から1989年3月31日まで、『メガTONニュース』のタイトルで放送されていた。1989年4月1日にネットワークの名称が改まり、同日からは新しいネットワーク名である『TXNニュース』に改題し、現在まで放送されている。
BSジャパン（現・BSテレ東）でも2000年12月の開局当初から2014年2月末まで放送されていた。これにあわせて、テレビ東京の報道番組はすべてハイビジョン制作で放送されている（在京民放キー局では最初。この番組に限っては「ハイビジョン制作」のマークは表示されない）。ニュース素材については、2000年のBSデジタル放送と2003年の地上デジタル放送の開始当初はすべて標準画面のアップコンバートで放送されていたが、2006年9月以降は一部のニュース素材もハイビジョンで放送されるようになった。
TXNはニュースネットワークをも包含するネットワークであるため、加盟各局と共同で制作を行っているほか、一部の独立放送局も取材協力している。系列局を持たない東北地方や北陸地方など取材できない地域のニュースを伝える際は、共同通信社の撮影した映像をクレジットつきで使用する例が見られる。
土曜・日曜の夕方の放送は、2000年10月、それまで平日夕方の報道番組（『THIS EVENING』→『夕方いちばん』→『ニュースアイ』）の冠を模した『土日特集』が廃止されたのに伴い、本番組に改題した（過去の放送時間は後述）。2007年10月6日放送分から、キャスターのバック（背景）がクロマキー合成による天気カメラの映像からスタジオセットへ変更となった（祝日朝〈2017年9月に放送終了〉と昼の放送は変更なし）。なお、2022年4月10日放送分から、日曜夕方の放送では『東京手話通訳等派遣センター』の協力による手話通訳放送が実施されている。（※原則中原みなみが担当する日は手話通訳放送は休止。）
JNNのような、系列局に対する放送の強制はなく、放送するかどうかは各系列局の編成方針による。そのため、他系列のスポットニュースと同様のネット形態となっている。土曜昼の放送は現在テレビ東京とテレビ愛知の2局でされており、それ以外の各系列局やBSジャパン→BSテレビ東京では放送されていない。また、テレビ愛知では土曜・日曜の夕方の放送を2000年10月から2001年3月までネットしなかった他、テレビ北海道・テレビ愛知の2局は土曜最終版（現在は廃枠）の放送を2010年3月をもって打ち切っている（後述）。テレビ東京以外の系列局は土曜昼枠の放送を2017年3月を以って打ち切っている。ただし、テレビ愛知のみ2020年10月から再度同時ネットするようになった。
2010年代に入ってからは放送枠の削減が進み、土曜最終版は2010年9月に、日曜昼→日曜朝は2017年8月に、月-金曜の祝祭日の朝は2017年9月を以ってそれぞれ終了している。日曜最終版は2018年1月から3月まで休止して番宣枠に差し替えられていたほか、2019年4月からミニ番組の開始で再度廃枠となった。
かつては岐阜放送・びわ湖放送・テレビ和歌山・日経CNBC・BSジャパンでも放送されていたが、2017年現在はいずれの局も放送を終了している。

## 歴代テーマ曲・オープニング映像
メガTONニュース時代
- 初代（1982年3月 - 1987年3月）
  - 青と水色の横島模様を背景に、白文字で「メガTON ニュース」と表示。右下には「協力：日本経済新聞社」と表記されており、提供部分はブルーバックが多いが、土曜夜は「あすの日経朝刊」と同様に三井物産一社提供の時代があり、その時代は「－朝刊」と同じ世界地図を模したデザイン背景の上に提供クレジット表示。
- 二代目（1987年4月 - 1989年3月）
  - 昼の放送分ではお天気カメラの映像をバックに、最初に白紫グラデーション文字の「ニュース」が回転し、横から黄色文字で「メガTON」と「協力：日本経済新聞社」が挿入される。この頃からテーマ曲が変更される。

TXNニュース
- 初代（1989年4月 - 1990年3月）
  - 昼の放送分ではお天気カメラの映像をバックに、紫文字の「ニュース」が下から上へ、その後TXNのロゴが起き上がった後に先程の「ニュース」が横から出てくる。この際のBGMはメガTONニュース時代2代目と共通。
  - 夜の放送分ではお天気カメラの背景を黒背景にして放送。BGMはお昼の放送分の10秒版。
- 二代目（1990年4月 - 1992年3月）
  - ロゴ書体はTXNニュース初代と同じだが、配色が異なる。BGMも変更。
  - 夜の放送分では赤と白のストライプ文字の「ニュース」が回転後、TXNロゴが横から出てくる。
- 三代目（1992年4月 - 1996年3月）
  - この頃から立体CGの映像となる。ロゴ書体は同じだが、BGMは昼と夜で異なる仕様に。
  - 昼の放送分では東京の空撮映像をバックに黄色いTXNロゴが右から出てきて、前から黄色文字の「ニュース」が出てくる。
  - 夜の放送分は昼の放送分のバックをレインボーブリッジの映像に変更した物。
- 四代目（1996年4月 - 1997年3月）
  - ここから昼・夜放送分と共通へ。またロゴが英語表記となる。
  - 3つの光が前から青背景の中央部に送られ、空が映された光沢のある立体文字「TXN」が左から、「NEWS」が右から回転して出てきて、文字が集まった所で黄色背景となって表示される。
- 五代目（1997年4月 - 1998年9月）
  - 再びお天気カメラ映像を背景に変更。
  - 金色の立体文字「TXN NEWS」が斜め右上から斜め左下へ移動する。その後「TXN NEWS」の文字が前から出てくる。
- 六代目（1998年10月 - 2000年9月）
  - ロゴが「TXNニュース」と日本語表記に戻る。BGMが五代目と共通。同時にTXNロゴもセリフ体のものに変更された。
  - 金色の立体文字「TXN ニュース」が回転しながら右から左へ移動。その後「TXN ニュース」の文字が前から出てくる。
- 七代目（2000年10月 - 2002年9月）
  - ロゴは六代目と共通。BGMは六代目と似たテイストの物を使用。
  - 立体ロゴが一回転して光る簡易的なオープニング映像となった。映像は5秒間で提供時のBGMは無音になった。
- 八代目（2002年10月 - 2007年9月）
  - ロゴは六・七代目と共通。BGMが変更された。
  - 金色の立体文字「TXN ニュース」がバラバラに前から出て集成される。
- 九代目（2007年10月 - 2016年11月7日）
  - ロゴとBGMを変更。TXNロゴが白抜き文字のものに変更される。横一列での英語表記となった。
  - 「TXN NEWS」の文字が緑色になぞられるように光り、背景に街らしき模様が表示される。お天気カメラを使用。
  - テレビ東京社屋移転前の最終ニュースでも使用され、「以上神谷町のスタジオからお伝えしました」と男性アナウンサーが伝えて終了した。
  - TXNニュースの演出では使用回数が最も多く、8年間以上も使用されていた。
- 十代目 （2016年11月12日 - 2023年11月12日）
  - ロゴとBGMを変更。テレ東のブランドマークと同様の赤と青の配色になっている。TXNの「X」の右上は、TV TOKYOの「V」の右上と同様の意匠となっている。
  - 青いTXNロゴが一文字ずつ出てきて、赤文字の「NEWS」が一文字ずつ回転して表示される。文字の背景は白く、グレーで日本地図を模したようなデザインが描かれている。
- 十一代目 （2023年11月18日 - 現在）
  - テレ東が赤と青の配色はそのままに、25年ぶりにブランドマークを刷新したことに伴い変更。「7」をモチーフにした矢である通称『テレ東アロー』が、TXNの「T」の部分に重なり合っている。BGMは先代から据え置きである。
  - テレ東アローが1回転し、角丸の長方形の白背景が現れそこから「TXN NEWS」のロゴを形成する。横二列の表記となっている。
  - NEWSの文字はテレ東の英文ブランドマークと同じもの。

## 現在の放送時間
| 時間帯                               | 土曜日                  | 日曜日                  |
| ------------------------------------ | ----------------------- | ----------------------- |
| 昼                                   | 11:00 - 11:03 （3分）   | （放送なし）            |
| 夕方                                 | 17:20 - 17:30 （10分）1 | 17:20 - 17:30 （10分）1 |
| - 1 17:24:30に飛び降りポイントあり。 |                         |                         |

## 担当キャスター
| 時間帯                                                   | 時間帯       | 土曜日     | 日曜日       | 祝日                                |
| -------------------------------------------------------- | ------------ | ---------- | ------------ | ----------------------------------- |
| 昼                                                       | 昼           | シフト勤務 | （放送なし） | 『ゆうがたサテライト』のキャスター1 |
| 夕方                                                     | ニュース担当 | シフト勤務 | シフト勤務   | （放送なし）                        |
| 夕方                                                     | 天気予報担当 | 石榑亜紀子 | 長島純子     | （放送なし）                        |
| 1『ゆうがたサテライト』（平日夕方のTXNニュース）を兼任。 |              |            |              |                                     |

上記の担当者は都合により変わる場合もある。
土曜・日曜の夕方の放送の後半パートにある天気予報（テレビ東京のみ）は、以前は担当のニュースキャスターが併せて読んでいたが、2007年10月7日放送分からはウェザーマップ所属の気象予報士が担当。2016年11月放送分からは日本気象協会所属の気象予報士が担当している。

## ネット状況
○＝同時ネット、×＝非ネット
| 関東広域圏 | テレビ東京      | テレビ東京系列 | ○ | ○ | ○ |
| 北海道 | テレビ北海道1   | テレビ東京系列 | × | ○ | × |
| 愛知県 | テレビ愛知2     | テレビ東京系列 | × | ○ | × |
| 大阪府 | テレビ大阪3     | テレビ東京系列 | × | ○ | × |
| 岡山県・香川県 | テレビせとうち4 | テレビ東京系列 | × | ○ | × |
| 福岡県 | TVQ九州放送5    | テレビ東京系列 | × | ○ | × |
| - 1 土曜後半は『TVh道新ニュース』（前半枠終了時にも画面左上に「このあとはTVh道新ニュース」と表示される）、日曜後半は『TVhお天気情報』を放送。 - 2 土曜・日曜後半は『ローカルニュース』を放送（当番組に内包。エンディングはリニューアル前のロゴ）。 - 3 土曜後半は『やさしいニュースプラス』、日曜後半は『TVOニュース』を放送。 - 4 土曜・日曜後半は『TSCニュース』を放送。 - 5 土曜・日曜後半は『テレQニュース』を放送。 |                 |                |   |   |   |

- 土曜夕方枠はテレビ北海道・テレビ愛知の2局は2010年4月3日以降は翌4日の日曜未明（土曜深夜）枠のネット打ち切りに伴い、テレビ東京・テレビ大阪・テレビせとうち・TVQ九州放送の4局は2010年10月2日以降は同年9月25日の日曜未明（土曜深夜）枠の廃枠に伴い、それぞれ事実上の土曜最終版ニュース枠となった他、テレビ東京・テレビ愛知以外の4局は2020年10月1日現在土曜唯一のニュース枠となった。

- 日曜夕方枠は2018年1月7日から3月までは2018年1月1日の月曜未明（日曜深夜）枠の廃枠に伴い、日曜唯一のニュース枠となっていたが、2018年4月より月曜未明（日曜深夜）枠の放送が再開されたものの、2019年4月に再度廃枠となり、日曜唯一のニュース枠となった。
- 2012年12月1日・2日は『柔道グランドスラム・東京2012』の放送のため、同番組の放送を行わないBSジャパン（現・BSテレ東）も含めて放送休止。BSジャパンでは空いた放送枠で過去に自社で制作したオリジナル番組を穴埋め番組として編成し、12月1日には『地球ゆうゆう紀行』（17:00 - 17:30）、2日には『世界の市場を行く』（17:20 - 17:30）がそれぞれ放送された。
- 2014年10月4日は『木下グループカップ フィギュアスケートジャパンオープン2014』放送のため、テレビ東京は18:28から放送し、テレビ北海道・テレビ愛知・テレビせとうち・TVQ九州放送の4局は18:25からローカルニュースのみを、テレビ大阪はニュース自体を休止して18:25からミニ番組をそれぞれ放送された。

### 過去のネット局
| 岐阜県 | 岐阜放送     | 独立局     | 1983年4月にメガTONニュースとして放送開始（当初日曜22:55のみ） 月曜未明（日曜深夜）は2010年3月29日（28日深夜）終了 土曜・日曜夕方は2011年9月25日終了1 |
| 滋賀県 | びわ湖放送   | 独立局     | 土曜・日曜夕方のみネットしていたが、2007年3月末終了2                                                                                                 |
| 和歌山県 | テレビ和歌山 | 独立局     | 土曜深夜のみネットしていたが、2010年9月26日（25日深夜）終了                                                                                          |
| 日本全国 | BSジャパン   | BSデジタル | 土曜・日曜夕方のみネットしていたが、2014年2月末終了。現：BSテレ東。3                                                                                 |
| 日本全国 | 日経CNBC     | CS放送     | 土曜・日曜夕方のみネットしていたが、2009年3月末終了4                                                                                                 |
| - 1 土曜・日曜夕方はフルネットで放送していた。土曜・日曜夕方のネット終了と同時期に平日夕方の『NEWS FINE』もネット終了。 - 2 後半は『BBCニュースライン』として放送していた（本番組打ち切り後も単独番組として継続）。 - 3 番組表などでの終了マーク無し。 - 4 18:50 - 19:00に1時間30分遅れの時差ネット。 |              |            | |

## タイムテーブル
土・日夕方
- 17:20:00　オープニング
- 17:20:05　挨拶
- 17:20:10　ニュース本編
- 17:24:25　前半枠終了のジングル（ここでテレビ東京以外のネット局は終了（飛び降り）。画面右下に「TXN NEWS」のロゴが表示される）
- 17:24:30　CM（30秒）
- 17:25:00　ニュース本編
- 17:26:00　天気予報
- 17:27:05　エンディング
- 17:27:10　次番組のクロスプログラム（5秒）
- 17:27:15　番組終了（土曜日はTHE フィッシング、日曜日はぷにるはかわいいスライム（第2期）に続く）

## 特別編成

### 祝日（月 - 金）昼

#### 放送時間
- 11:55 - 12:00
  - 『昼サテ』の放送日と東京証券取引所が祝日などで開かれない日が重なった場合に、『昼サテ』の代替で放送される。2017年9月に『ニュースモーニングサテライト』の祝日における本番組の代替放送が終了したため、同年10月9日以降の月曜 - 金曜の祝日においては、本枠が最初のニュース枠となる。
  - 放送時間は基本的なものであり、編成によっては放送時間が変更になる場合もある[注 4]。

#### ネット状況
○＝同時ネット、△＝番組編成の関係で非ネットの場合あり
| 関東広域圏     | テレビ東京     | テレビ東京系列 | ○ |
| 北海道         | テレビ北海道   | テレビ東京系列 | △ |
| 愛知県         | テレビ愛知     | テレビ東京系列 | △ |
| 大阪府         | テレビ大阪     | テレビ東京系列 | △ |
| 岡山県・香川県 | テレビせとうち | テレビ東京系列 | △ |
| 福岡県         | TVQ九州放送    | テレビ東京系列 | △ |

#### タイムテーブル
祝日（月 - 金）昼
- 11:55:00　オープニング
- 11:55:05　挨拶
- 11:55:10　ニュース本編
- 11:57:50　締めの挨拶（場合によってはニュース本編が延長されて、挨拶がない場合がある）
- 11:57:55　エンディング
- 11:58:00　番組終了

### 年末年始などの放送
『ニュースモーニングサテライト』・『昼サテ』・『ゆうがたサテライト』・『ワールドビジネスサテライト』の放送のない期間に、朝・正午前後・夕方・深夜に放送（TXN系列6局、BSジャパン→BSテレ東でも放送）される。
- 朝の放送はない場合がある。
- 夕方の放送は系列局によっては放送しない場合があるが[注 5]、その場合でもBSジャパン→BSテレ東で視聴可能。
- 放送日付上での大晦日深夜の放送については、一部の年度を除き、『東急ジルベスターコンサート』放送終了直後の12月31日深夜の24:45 - 24:50（1月1日未明0:45 - 0:50）に放送されている。これがテレビ東京系および民放キー局のその年最初の報道番組となっている。内容は他局と同様だが、増上寺境内での年越しカウントダウンの模様が毎年のように取り挙げられている。
- 2018年度（2018年年末から2019年年始にかけて）の年末年始の放送については、12月28日の昼以降、翌1月4日未明（1月3日深夜）までの年末年始代替ニュースはTVQ九州放送を除き各局ともに放送されず、『テレビ東京ビジネスオンデマンド』やTXNニュースのホームページのみで数項目分配信する程度だった[注 6]。
- 2019年12月31日の深夜は、26:15 - 26:20（2020年1月1日未明午前2:15 - 2:20）に放送された。

## 過去の放送時間

### 平日朝
- 8:00 - 8:04（2008年9月29日 - 2009年3月27日）
  - 東京証券取引所が休場となる祝祭日には放送休止となっていた。TXNを冠していたが、放送はテレビ東京のみ。そのため、一部の新聞の番組表などでは『TXニュース』と表記されていた。
  - 実質の放送時間は8:00 - 8:01:45であり、45秒間のCMを挟んだ後、8:02:30 - 8:04に『レースガイド』が放送されていた。
  - 池谷亨（テレビ東京社員[注 7]）と滝井礼乃（当時テレビ東京アナウンサー）のどちらかが担当していた。

### 日曜朝
- 7:22 - 7:24（2014年10月5日 - 2016年3月27日）
- 6:52 - 6:54（2016年4月3日 - 2017年8月13日）
  - 日曜昼枠を繰り上げる形で新設。2017年8月13日をもって、テレビ東京から日曜朝〜昼枠のニュース枠が終了。

### 土曜昼
- 10:55 - 11:00（1999年10月 - 2002年3月）
- 12:26 - 12:30（2002年4月- 2008年3月29日）
  - 『ワールドビジネスサテライト土曜版』の終了に伴い、その実質上の後継にあたる『週刊ニュース新書』（土曜11:30）がスタートした。最新のニュースは同番組内で伝えることになったため、一旦終了となった。
  - 後番組は、番組宣伝『○○（番組名）オススメ』（全国ネット枠は維持）。
  - 2016年3月末で『週刊ニュース新書』が終了したため、翌月より土曜昼のニュース補完として11:00 - 11:03に当番組が復活している。

### 日曜昼
- 11:55 - 12:00（1993年4月11日 - 2000年3月）
- 11:25 - 11:30（2000年4月 - 9月、2001年4月 - 2007年3月）
- 12:49 - 12:54（2007年4月 - 2014年9月28日）
  - 2000年10月 - 2001年3月は放送なし。
  - 2014年10月に朝枠へ移動する形で終了。

### 土曜・日曜夕方
- 土曜 ： 17:55 - 18:00（2000年10月 - 2001年3月）
- 日曜 ： 17:25 - 17:30（2000年10月 - 2001年3月）
  - この時期、テレビ愛知はネット受けせずローカルニュースを放送していたが、系列外の岐阜放送はネットしていた。
- 17:50 - 18:00（2001年4月 - 2002年9月）
  - テレビ愛知でもネット開始（前半5分のみ）。
  - 2002年10月以降は現在の放送時間となる。

### 日曜夜（スポットニュース）
- 21:54 - 22:00（1992年4月 - 1997年3月）
  - 1990年代に放送。1993年 - 1995年頃は、レインボーブリッジの夜景をタイトルバックに放送。
  - 『ニュースブレイク』開始に伴い終了。

### 日曜未明（土曜深夜）
- 23:25 - 23:30 （ - 1989年3月25日）
- 0:00 - 0:05（1989年4月2日 - 1998年3月29日）[2]
- 0:15 - 0:25（1998年4月5日 - 2002年9月29日）[2]
- 0:20 - 0:25（2008年4月6日 - 2009年9月27日）
- 0:50 - 0:55（2009年10月4日 - 2010年9月26日）
  - 2002年10月に『ワールドビジネスサテライト土曜版』の開始に伴い一旦終了したものの、2008年4月に同番組の終了に伴い再開された。当番組の枠確保のため、『メガスポ!』が5分短縮された。
  - 2010年3月28日（27日深夜）をもってテレビ北海道・テレビ愛知の2局における放送は終了した他、同年9月26日（25日深夜）にはテレビ東京・テレビ大阪・テレビせとうち・TVQ九州放送・テレビ和歌山における放送も終了した。これに伴い、1969年12月に『東京12チャンネルニュース』を放送開始以来40年9か月に渡って放送されてきた土曜最終版のニュース枠は廃枠となった[注 8]。

### 月曜未明（日曜深夜）
- 0:15 - 0:20（ - 2001年3月）
- 0:30 - 0:35（2001年4月 - 2018年1月1日、2018年4月2日 - 2019年4月1日）
  - 1969年12月に『東京12チャンネルニュース』を放送開始以来続いてきたが、47年目の一時期に休止して番宣枠に差し替えられていた。2019年4月1日に再度廃枠となった。

### 祝日（月 - 金）朝
- 6:30 - 6:40（ - 2016年3月21日）
- 7:00 - 7:05（2017年5月3日 - 9月18日）
  - 『ニュースモーニングサテライト（モーサテ）』休止時の代替で放送。2016年3月までは6:30 - 6:40に放送していたが、2016年度は『ニュースモーニングサテライト』休止時の朝の放送はなくなり、当該日の朝の最終ニュースは、当時、同番組の後続で放送していた『モーニングチャージ!』で補う形になっていた。同番組が2017年3月末で終了したことに伴い、5月3日より『おはスタ』開始前の7:00 - 7:05に時間変更のうえ、復活したが、同年9月18日放送分をもって祝日朝の放送を終了した。

### 祝日（月 - 金）昼
- 12:26 - 12:30（2008年10月 - 2009年3月）
- 12:55 - 13:00（2009年4月 - 2009年9月18日）
  - 『Lドラ』新作の放送期間中は上記の時間に放送されていたが、『Lドラ』新作の放送が終了した2009年9月21日からは再度現在の放送時間となった。